# Museo della lana

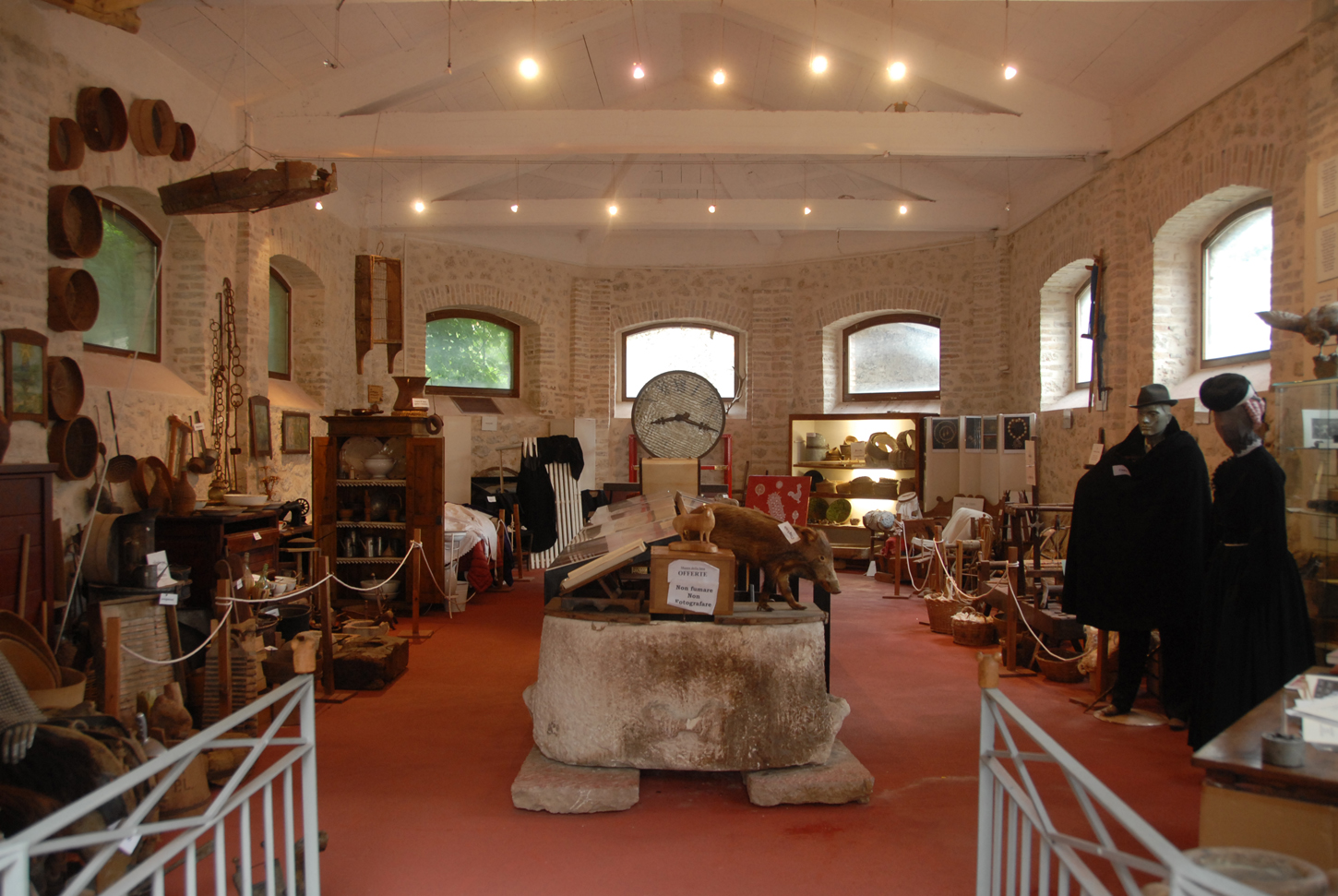

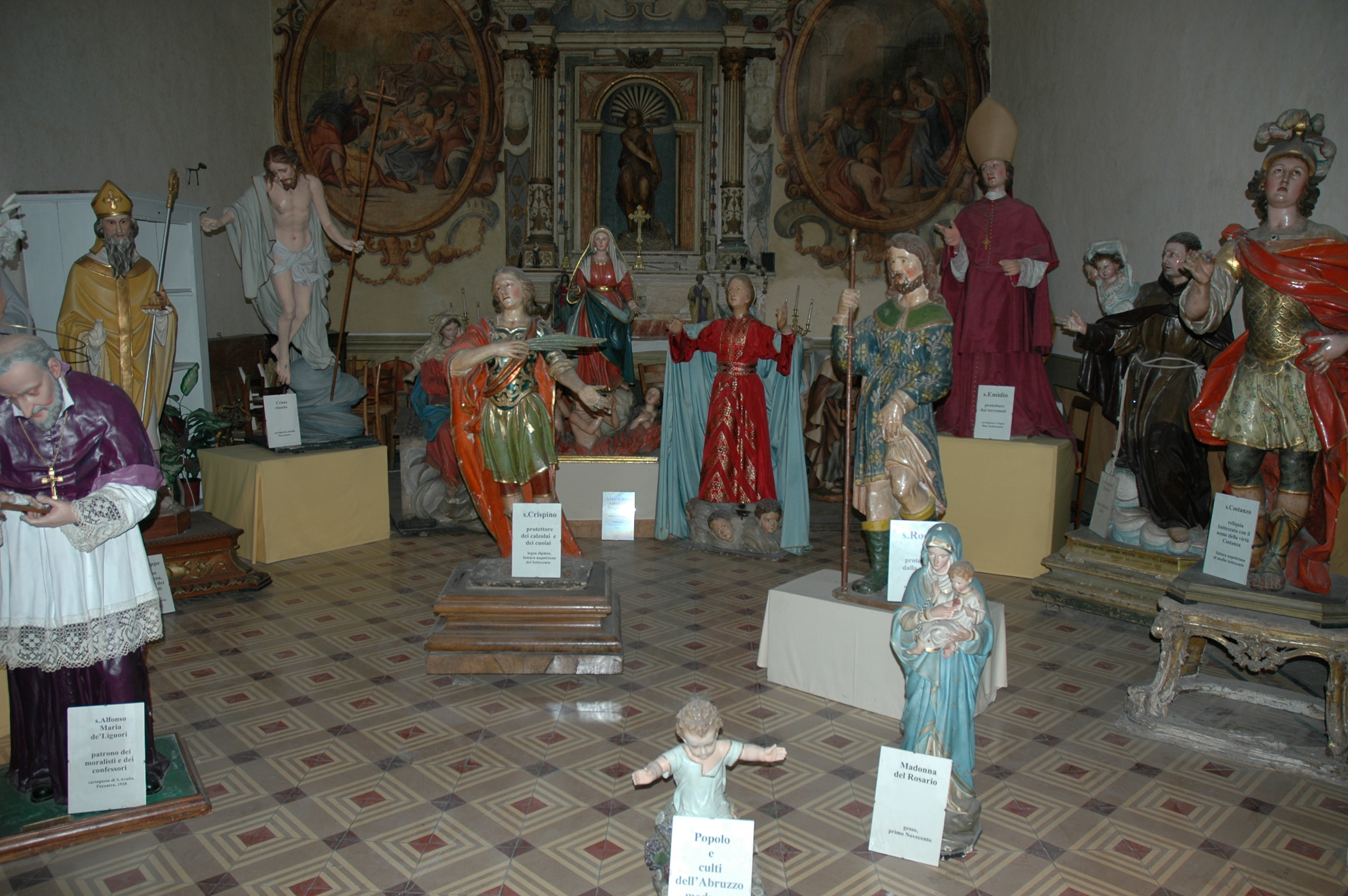

Il Museo della lana si trova nel comune di Scanno (provincia dell'Aquila, Regione Abruzzo, Italia).

## Storia
Il museo è stato fondato nel 1993 in Via Calata Sant'Antonio in un edificio con 12 finestre inizialmente destinato a mattatoio, edificato con le pietre dell'antica porta del borgo sulla strada verso Roma. Il museo è stato progettato ed è diretto da Michele Rak dell'Università di Siena.
Il Museo della lana raccoglie utensili, arredi e documenti della cultura pastorale dell’Abruzzo tra Ottocento e Novecento in 3 sezioni.
1. La Mostra permanente La vita quotidiana a Scanno tra il 1845 e il 1950 riunisce gli attrezzi per la lavorazione della lana, dei formaggi, della cartapecora, i beni che hanno prodotto le comunità della Valle del Sagittario.
2. La chiesa di San Giovanni Battista (1631) raccoglie in un’installazione le statue della tradizione del Sacro dal Seicento a oggi.
3. La Fototeca d’Abruzzo ha realizzato il Virtual museum of photography (Unione Europea, Cultura 2000) e cataloga fotografie storiche, organizza mostre dell'Auditorium delle Anime Sante.

Il Museo della lana è stato progettato con il modello del museo d’identità che unisce storia sociale e della tecnica. È un museo di popolo.
Accoglie studenti di varie università per stages sulle culture e le identità locali. È uno dei centri di studio della fotografia storica abruzzese, italiana, europea. La sezione delle fotografie è connessa alla tradizione dei fotografi europei che hanno frequentato Scanno che continua ad essere un borgo attrattivo per i fotografi.
È gestito e curato dai Volontari dall'Associazione per il Museo della lana e l'immagine dell'Abruzzo. È diretto da Michele Rak dal 1993.
I volontari, i viaggiatori, i turisti e la comunità di Scanno e della Valle del Sagittario credono che l’accesso alla storia della loro cultura debba essere consentito gratuitamente a tutti come servizio pubblico, come luogo della memoria e come momento della formazione delle nuove generazioni. Per questo hanno prestato e donato al Museo della lana i loro oggetti di vita quotidiana e le immagini che la documentano.
Il visitatore che entra nel Museo fa un passo di circa 100-200 anni nelle vecchie stanze della cultura pastorale: nella cucina, nella dispensa, nella camera da letto, tra gli utensili per i campi, per l'allevamento, per la lavorazione del formaggio, della lana, del tombolo, dei gioielli e degli amuleti. Tra i tessuti dell'abito etnico e le prime fotografie.

## Struttura

### L'esterno
L'esterno è un ottagono in stile romanico-abruzzese, in pietra locale legata con cemento e/o malta, con tettoia a spiovente di media pendenza con tegole rurali.

### L'interno
La grande sala raccoglie gli oggetti che ricostruiscono la vita di un pastore, la preparazione dei formaggi, gli interni delle case, il lavoro dei campi, la tessitura e la tintura della lana e l'abito tradizionale locale (il costume). Sono esposti gli utensili usati dai pastori durante la transumanza e nei campi, la dispensa, la cucina, la camera da letto (con il letto fatto di foglie di granoturco, le lenzuola tessute e colorate a Scanno, il contenitore di braci usato per riscaldare il letto - "il monaco" -, la testiera con le immagini sacre), i contenitori e strumenti per la lavorazione dei formaggi (i paioli, i canestri (fiscelle), le forme, i mestoli) e della lana. Immagini dei culti locali, La mostra permanente "La vita quotidiana a Scanno e nella Valle del Sagittario 1845-1950" viene rinnovata ogni anno.
La bottega del calzolaio contiene gli strumenti del ciabattino che ha lavorato per quasi tutto il Novecento.
Nelle vetrine sono esposti gli strumenti per lavare i panni, il sapone realizzato con il grasso degli animali, gli attrezzi da cucina per schiacciare le patate e la lavorazione della pasta, i marchi per etichettare il pane, i libri di preghiera, le forchette e i coltelli in osso e ferro lavorati dai pastori prima dell'arrivo della cultura industrialista, gli amuleti in oro ed argento.
Altri oggetti conservati nel museo che segnalano la sua specializzazione tecnica sono: una valigia in cartapecora, le forbici per la tosatura delle pecore, le misure per il grano, alcune rare bilance, i morsi per le vacche, alcune selle da asino, mulo e cavallo, i crivelli per il grano, la farina e i legumi, i macinini per il caffè, la stufa, una rara cassapanca da corredo di nozze con le immagini augurali, le pentole, vasi, mortai, piatti, un banco di legno da scuola.
Altre esposizioni temporanee di foto storiche, attrezzi, gioielli, costumi tradizionali e vasi da farmacia.
Un grande orologio da torre a due quadranti è stato ricomposto riutilizzando i frammenti rimasti ed è in attesa di essere riattivato.

### Particolarità
Il museo conserva alcuni esemplari impagliati di animali dell'area: il grifone, il cucciolo di cinghiale, il teschio di un muflone. Alcune fotografie e macchine fotografiche di un fotografo locale attivo tra Ottocento e primo Novecento (Pietro Di Rienzo, fotografo). Nel museo gli studiosi, i viaggiatori e i volontari espongono i risultati delle loro ricerche sulla cultura abruzzese moderna e contemporanea. Il museo ogni anno espone ogni anno i risultati dell'attività del "Centro studi per l'immagine dell'Abruzzo", conduce ricerche sulla produzione e colorazione dei tessuti, la storia dell'oreficeria etnica, la storia del costume tradizionale di Scanno, la lavorazione del legno e dei metalli.. Il Museo è curato da Volontari che ne spiegano i dettagli ai visitatori (in particolare: Concezio Farina, Enzo Gentile, Michele Rak). Il Museo ha curato una serie di Quaderni con i saggi di M.Rak e altri (tra questi: 1) 100 anni fa. Scanno a fine Ottocento nelle fotografie di Pietro di Rienzo, 1993 - 2) I gioielli dei pastori. Decorazione, patrimonio, eros e fortuna, 1999 - 3) Immagini e oro, 2003 - 4) Il ginocchio di san Rocco. Sull’instabilità delle statue - 5) Popolo e culti dell'Abruzzo moderno ,1998. Ha realizzato il Virtual Museum of Photography nel quadro del Programma Europeo Cultura 2000, 2003. Il Museo opera in sincronia con il giornale "La Foce", con il Comune di Scanno, la Regione Abruzzo e con i produttori di beni e servizi nei tradizionali settori dell'economia della Valle: i formaggi, l'oreficeria, i dolci, i biscotti, le marmellate, la cultura eno-gastronomica, la ristorazione.

## Note

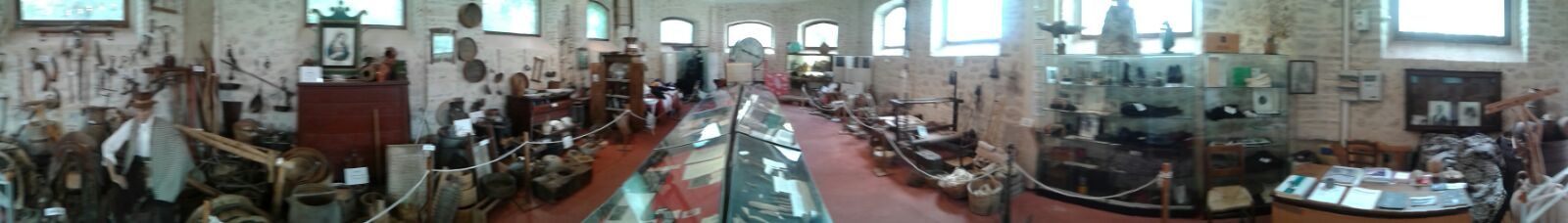